# San (bogstav)
 For alternative betydninger, se San. (Se også artikler, som begynder med San)
San () er et bogstav i det græske alfabet.

## Computer
|   | decimal | hex     | HTML |
| - | ------- | ------- | ---- |
| ϻ | &#1019; | &#x3fb; |      |
| Ϻ | &#1018; | &#x3fa; |      |